# 池脇麻里央
池脇 麻里央（いけわき まりお）は、主に神戸市を拠点として活動している日本の弁護士。

## 概要
神戸大学法科大学院卒業後、71期司法修習を経て、兵庫県弁護士会に所属している。
2023年(令和5年)には、覚醒剤取締法(使用)の罪に問われた被告人の弁護人となり、神戸地方裁判所にて無罪判決を獲得したことで知られる。